# Анелёв, Юнас
Юнас Питер Анелёв (швед. Jonas Peter Ahnelöv; род. 11 декабря 1987, Худдинге) — шведский хоккеист, защитник. Бронзовый призёр чемпионата мира 2014 года в Минске в составе сборной Швеции. 